# Rapport interquartile
En statistique descriptive, un quartile est chacune des 3 valeurs qui divisent les données triées en 4 parts égales, de sorte que chaque partie représente 1/4 de l'échantillon de population.

## Calcul du rapport interquartile
Le rapport interquartile est le rapport des quartiles. {\displaystyle {\frac {Q_{3}}{Q_{1}}}}, c'est le nombre sans dimension qui donne une mesure relative des écarts entre les 25 % de la distribution les plus bas et les 25 % de la distribution les plus élevés.